# بردورف
بردورف (به لوکزامبورگی: Bäerdref) یک شهرداری در استان اشترناخ کشور لوکزامبورگ است که ۲۱٫۹۳ کیلومترمربع مساحت دارد و جمعیت آن در سال ۲۰۰۹ میلادی ۱۹۱۶ نفر بوده‌است.